# احمد علیزاده
احمد علیزاده (زاده ۱۳۱۸ سوادکوه) حقوقدان ایرانی است که دارای مدرک کارشناسی ارشد حقوق می‌باشد و نماینده دوره اول مجلس شورای اسلامی از حوزه انتخابیه قائمشهر، سوادکوه و جویبار بوده‌است‌. او در دوره‌های دوم و سوم شورای نگهبان عضو این شورا بود.
احمد علیزاده همچنین در سمت‌هایی مانند معاونت قوه قضائیه و دادستان دیوان محاسبات فعالیت کرده‌است.